# Acétorphine
L'acétorphine, ou acétylétorphine, est un puissant opioïde analgésique. Il s'agit d'un dérivé de l'étorphine, un puissant anti-douleur utilisé en médecine vétérinaire, principalement pour la sédation de grands animaux tels que les éléphants, les girafes et les rhinocéros.
L'acétorphine est jusqu'à 8 700 fois plus forte que la morphine pour le même poids.
Elle a été développée en 1966 par le groupe de recherches Reckitt, qui a également développé l'étorphine, en tant que tranquillisant puissant pour immobiliser de grands animaux.
Bien qu'elle présentait quelques avantages par rapport à l'étorphine, par exemple en produisant moins d'effets secondaires toxiques chez les girafes, l'acétorphine n'a jamais été adoptée de manière répandue par la médecine vétérinaire.
L'acétorphine est une substance contrôlée ou interdite dans plusieurs pays dont l'Allemagne, l'Australie, le Canada, les États-Unis et le Royaume-Uni.